# Herwarth Walden
Herwarth Walden   (Berlín, 16 de setembre de 1878 - Saràtov, 31 d'octubre de 1941) va ser un artista expressionista alemany i expert en art en moltes disciplines. És reconegut àmpliament com un dels descobridors i impulsors més importants de l’avantguarda alemanya a principis del segle XX (expressionisme, futurisme, dadaisme, realisme màgic). Va ser conegut sobretot com a fundador de la revista expressionista "Der Sturm" (La tempesta) i les seves branques.

## Biografia
Va estudiar composició i piano a les acadèmies musicals de Berlín i Florència. Però el seu interès abraçava totes les arts. Així, es va convertir en músic, compositor, escriptor, crític i galerista. Va ser conegut sobretot com a fundador de la revista expressionista "Der Sturm" (La tempesta) i les seves branques. Aquests consistien en una editorial i una revista, fundada el 1910, a la qual va afegir una galeria d'art dos anys després.
Va descobrir, patrocinar i promoure molts artistes joves, encara desconeguts, de diferents estils i tendències, com Der Blaue Reiter i el futurisme italià. Més tard, alguns d'ells es van fer molt famosos, entre d'altres: Oskar Kokoschka, Maria Uhden, Georg Schrimpf. També va descobrir i promoure diversos poetes, sobretot August Stramm, Otto Nebel i Franz Richard Behrens. L'estil literari que va defensar es va conèixer com a "Wort-Kunst" (Word-Art).
De 1901 a 1911 Walden va estar casat amb Else Lasker-Schüler, la principal representant femenina de la poesia expressionista alemanya. Va inventar per a ell el pseudònim de "Herwarth Walden", inspirat en el llibre de Henry Thoreau Walden o Life in the Woods (1854). El 1912 es va casar amb la pintora sueca Nell Roslund. El 1919 es va convertir en membre del Partit Comunista. El 1924 es va divorciar de la seva segona esposa.
Amb la depressió econòmica dels anys trenta i el posterior ascens del nacionalsocialisme, les seves activitats es van veure compromeses. El 1932 es va tornar a casar i va deixar Alemanya poc després a causa de l'amenaça de la Gestapo. Va anar a Moscou, on va treballar com a professor i editor. Les seves simpaties per les avantguardes aviat van despertar la sospita del govern soviètic estalinista i va haver de defensar-se reiteradament contra l'equació d'avantguarda i feixisme. Walden va ser empresonat i va morir l'octubre de 1941 en una presó soviètica a Saratov. La seva mort va ser establerta pel Servei Internacional de Seguiment.

## Obres
- Der Sturm (Magazine, 1910–1932)
- Dafnislieder für Gesang und Klavier (Cançons, 1910)
- Das Buch der Menschenliebe (Novel, 1916)
- Die Härte der Weltenliebe (Novel, 1917)
- Expressionismus: Die Kunstwende (Assaig, 1918)
- Kind (Drama, 1918)
- Menschen (Drama, 1918)
- Unter den Sinnen (Novel, 1919)
- Die neue Malerei (Assaig, 1920)
- Glaube (Drama, 1920)
- Einblick in Kunst (Assaig, 1920)
- Sünde (Drama, 1920)
- Die Beiden (Drama, 1920)
- Erste Liebe (Drama, 1920)
- Letzte Liebe (Drama, 1920)
- Im Geschweig der Liebe (Poemes, 1925)
- Vulgär-Expressionismus (Assaig, 1938)